# Abdul Basit 'Abd us-Samad
‘Abdul-Basit ‘Abdus-Samad (árabe: عبـدُ الباسِـط مُحـمّـد عبـدُ ٱلصّـمـد‎), Abdel Basit Abdel Samad ou Abdul Basit Muhammad Abdus Samad (Hermontis, 1927 - Cairo, 30 de novembro de 1988) foi um recitador egípcio do Alcorão e é considerado um dos melhores recitadores do Alcorão que já existiram.

## Biografia
Aos 10 anos, terminou de decorar todo o Alcorão. Dois anos depois, aos 12 anos, ele dominou sete estilos de recitação do Alcorão e, aos 14 anos, todos os 10 estilos.
No início da década de 1970, aos 43 anos, ele venceu três competições mundiais do Qira'at.
Entre os hafiz, ele foi um dos primeiros a comercializar gravações de recitações do Alcorão. Ele também foi o primeiro presidente da União dos Recitadores no Egito.
Reconhecido mundialmente, Abdul Basit é apelidado de “a garganta de ouro” ou “a voz do céu” por causa de seu estilo melodioso e seu notável controle da respiração.
Hoje em dia, tornou-se uma referência na arte da recitação do Alcorão. É comum ouvir "imitações" de Abdul Basit.

## Viagens
Abdul Basit viajou extensivamente dentro e fora do Egito. Em várias ocasiões, ele recitou na Grande Mesquita de Meca. Em 1961, ele também recitou na Mesquita Badshahi, Lahore, Paquistão, bem como em uma das maiores madraças.

## Honrarias
- Medalha do Primeiro Ministro da Síria em 1959
- Medalha do Primeiro Ministro da Malásia em 1965
- Medalha de Mérito do Presidente Senegalês em 1975
- Medalha de Cedro da República Libanesa
- Medalha Honorária da República do Iraque
- Medalha de ouro do Paquistão em 1980
- Medalha do presidente do Paquistão, Zia ul-Haq, para acadêmicos em 1984
- A medalha da rádio egípcia por ocasião do seu quinquagésimo aniversário
- Medalha de Mérito para o ex-presidente egípcio Mohamed Hosni Mubarak durante a celebração do Dia do Pregador em 1987

## Doença e morte
Em 23 de novembro de 1988, Abdul Basit foi internado em um dos melhores hospitais de Londres. Segundo várias fontes, foi vítima de um acidente de carro. Ele morreu sete dias depois, em 28 de novembro.
Seu enterro atraiu milhares de pessoas em todo o mundo e contou com a presença de autoridades de países islâmicos.
Em 2006, uma mesquita foi inaugurada com seu nome em sua aldeia natal de Hermontis, em Luxor, no sul do Egito.